# 이와쿠니정
이와쿠니정(岩国町)은 야마구치현 구가군에 있던 정이다. 현재의 이와쿠니시에 해당한다.

## 역사
- 1889년 4월 1일 - 정촌제 시행에 의해 니시미촌, 이와쿠니정의 구역을 가지고 이와쿠니정 (2제차)이 성립하였다.
- 1905년 4월 1일 - 요코야마촌과 합병해, 새로운 이와쿠니정 (제2차)이 성립하였다
- 1940년 4월 1일 - 마리후정, 가와시모촌, 아타고촌, 나다촌과 합병해 이와쿠니시가 성립해, 동일 이와쿠니정은 폐지되었다.

## 교통

### 철도
- 철도성
  - 산요본선

### 도로
- 국도 제2호선

## 참고문헌
- 角川日本地名大辞典 35 山口県